# Rocío San Miguel
Rocío San Miguel (Caracas, 6 de mayo de 1966) es una abogada y activista de derechos humanos venezolana y española, especialista en temas militares y presidente de la ONG Control Ciudadano, una asociación civil cuyo objetivo es la supervisión de los ciudadanos en temas de seguridad nacional, de defensa y de las Fuerzas Armadas. También supervisa los compromisos del Estado venezolano con el Estatuto de Roma y la Comisión Interamericana de Derechos Humanos (CIDH).
El 9 de febrero de 2024 fue detenida por funcionarios de seguridad venezolanos. Después de estar diez días incomunicada y sin que se conociera su paradero, se pudo conocer que estaba recluida en El Helicoide. Organizaciones de derechos humanos han rechazado la detención, describiéndola como una desaparición forzada, y exigido su liberación inmediata, recordando que tiene una medida cautelar de protección de la CIDH.

## Carrera
Rocío San Miguel es una de las principales defensoras de derechos humanos en Venezuela. Experta en temas de seguridad y defensa. San Miguel ha sido una voz firme en la exigencia del respeto a la Constitución por parte de la Fuerza Armada Nacional Bolivariana (FANB) cuerpos de seguridad e inteligencia del Estado, así como en la denuncia de la actuación de grupos paramilitares, parapoliciales, de la guerrilla en su país y la opacidad del Estado en el combate al narcotráfico.
En el año 2008, San Miguel casi pierde la vida en un ataque ejecutado en su contra por individuos armados, hecho que nunca se investigó y que ocurrió tras casi un mes de incidencia pública por parte de San Miguel contra una Ley inconstitucional que regulaba el sistema nacional de inteligencia y contrainteligencia, pero que propiciaba violaciones a los DD.HH. (la llamada “Ley Sapo”), la cual fue finalmente derogada por el entonces Presidente de la República, Hugo Chávez, tras un mes de vigencia.
En el año 2011, las redes sociales y correos electrónicos de Rocío San Miguel fueron hackeados y ella fue nuevamente amenazada de muerte junto a su hija; hechos denunciados que tampoco fueron investigados.
En su trayectoria al frente de Control Ciudadano, organización no gubernamental que fundó en el año 2005, ha ejercido contraloría ciudadana sobre compra de armas por parte del Estado, leyes, decretos y reglamentos vinculados a la seguridad, la defensa y la FANB, emitiendo alertas y comunicados sobre estos temas cuando afectan los DD.HH., luchando siempre por la transparencia, la libertad de expresión y el acceso a la información.
También ha denunciado el uso mortal de la fuerza en el control de manifestaciones, las ejecuciones extrajudiciales y la violación de DD.HH. por parte de los efectivos de la Fuerza Armada Nacional y cuerpos de seguridad del Estado, la partidización de la FANB, la ausencia de una política del Estado hacia sus fronteras, así como la aprobación de leyes contrarias a la Constitución y a los DD.HH. como aquellas que promovían el servicio militar obligatorio, la utilización inconstitucional de la Justicia Militar y la inscripción de militares activos en el partido de gobierno, entre otros. Al frente de Control Ciudadano, San Miguel ha cuestionado la política del Estado contra la minería ilegal y denunciado las detenciones ilegales en centros de inteligencia, la tortura y la falta de justicia en graves violaciones a los DD.HH.. Control Ciudadano ha sido una voz referente y de alerta permanente en defensa de los derechos humanos en Venezuela.
Posteriormente, en enero de 2024, Rocío San Miguel al frente de Control Ciudadano, emitió un comunicado rechazando el protocolo para la expulsión y degradación de efectivos de la FANB, sin cumplirse el procedimiento en el Código Orgánico de Justicia Militar. 
Antes de ser ilegalmente detenida por el gobierno venezolano el pasado 9 de febrero de 2024, sus últimas actuaciones públicas estuvieron dirigidas a visibilizar la importancia de no abandonar la reclamación del Territorio Esequibo ante la Corte Internacional de Justicia (CIJ), contrariando el llamado gubernamental de rechazar la competencia de esta instancia internacional en el Referendo Consultivo convocado por el Estado, habiendo sido criminalizada por el presidente de la República en Cadena Nacional de radio y televisión, el 3 de diciembre de 2023, por señalar públicamente que la estrategia del gobierno sobre el Esequibo no era la apropiada y de allí el revés ante la CIJ frente a la República Cooperativa de Guyana.

## Hostigamiento y difamación
Rocío San Miguel ha sufrido un constante hostigamiento por parte de funcionarios del gobierno venezolano y de personas anónimas, además de difamación a través de diferentes medios televisivos, impresos y radiales estatales. El 18 de enero de 2012 la Comisión Interamericana de Derechos Humanos otorgó medidas cautelares de protección a favor de Rocío y su hija.
Meses después, el 29 de junio de 2012, el Servicio Bolivariano de Inteligencia Nacional (SEBIN) allanó la residencia del hermano de Rocío, José Manuel San Miguel. El 25 de marzo de 2014, el presidente Nicolás Maduro hizo declaraciones difamatorias en cadena nacional contra Rocío y la acusó de estar involucrada en un intento de golpe de Estado. Unos días antes, el 18 de marzo de 2014, un desconocido se acercó a ella mientras estaba en su vehículo y la amenazó en reiteradas oportunidades. El 2 de mayo de 2014 el entonces ministro de Interior y Justicia, Miguel Rodríguez Torres, acusó a Rocío de ser una espía. San Miguel también ha sido atacada repetidamente por Diosdado Cabello en su programa de televisión Con el Mazo Dando.

## Detención
El 9 de febrero de 2024 fue detenida en el Aeropuerto Internacional de Maiquetía Simón Bolívar.Rocío fue arrestada junto con su hija y el mismo día fueron detenidos su padre, sus dos hermanos y otro pariente.Después de estar diez días incomunicada y sin que se conociera su paradero, su hija pudo visitarla en El Helicoide.
Organizaciones de derechos humanos como Amnistía Internacional, Provea y el Frente Amplio de Mujeres han rechazado la detención de Rocío, describiéndola como una desaparición forzada, y exigiendo su liberación inmediata. Amnistía Internacional específicamente la medida cautelar de protección dictada a su favor por la Comisión Interamericana de Derechos Humanos. Para julio de 2014 San Miguel cumplió cinco meses detenida en El Helicoide, la ONG Justicia, Encuentro y Perdón, dedicada a la defensa de los derechos humanos, denunció de injusta prisión y sin garantías al debido proceso el caso por supuestos delitos relacionados con terrorismo.